# SOCRATES
SOCRATES é um programa de pesquisa intitulado "Social Realm of Teaching (and Learning) System" de iniciativa da Comissão Europeia. Atualmente em sua terceira fase, o programa teve início com um projeto entre os anos de 1994 e 1999 e, posteriormente, entre 2000 e 2006. Atualmente corresponde ao Lifelong Learning Programme 2007-2013.